# ۶۰ (پیش از میلاد)
۶۰ (پیش از میلاد) ۶۰مین سال قبل از تقویم میلادی است.